# Daublebsky von Sterneck

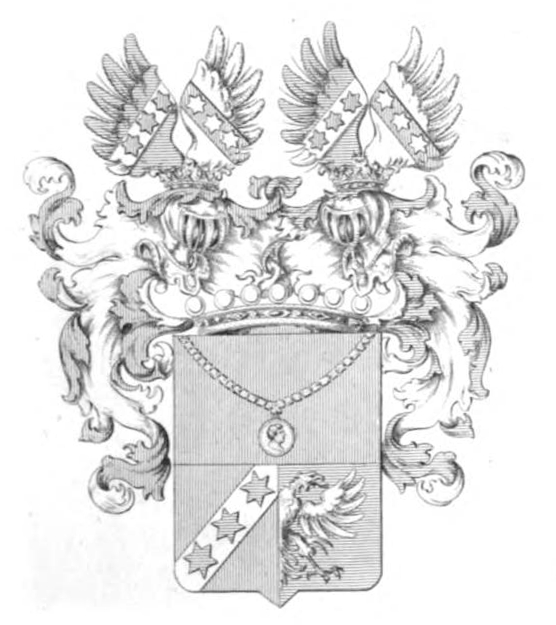
Wappen der Daublebsky von Sterneck nach Konrad Tyroff

Daublebsky von Sterneck (tschechisch Daudlebští ze Sternecku) ist der Name einer in mehrere Linien verzweigten, ursprünglich aus Böhmen stammenden österreichischen Adelsfamilie, deren Angehörige vor allem in der Verwaltung und als Militärs tätig waren. Die Familie ist bis heute in Österreich bestehend.

## Geschichte

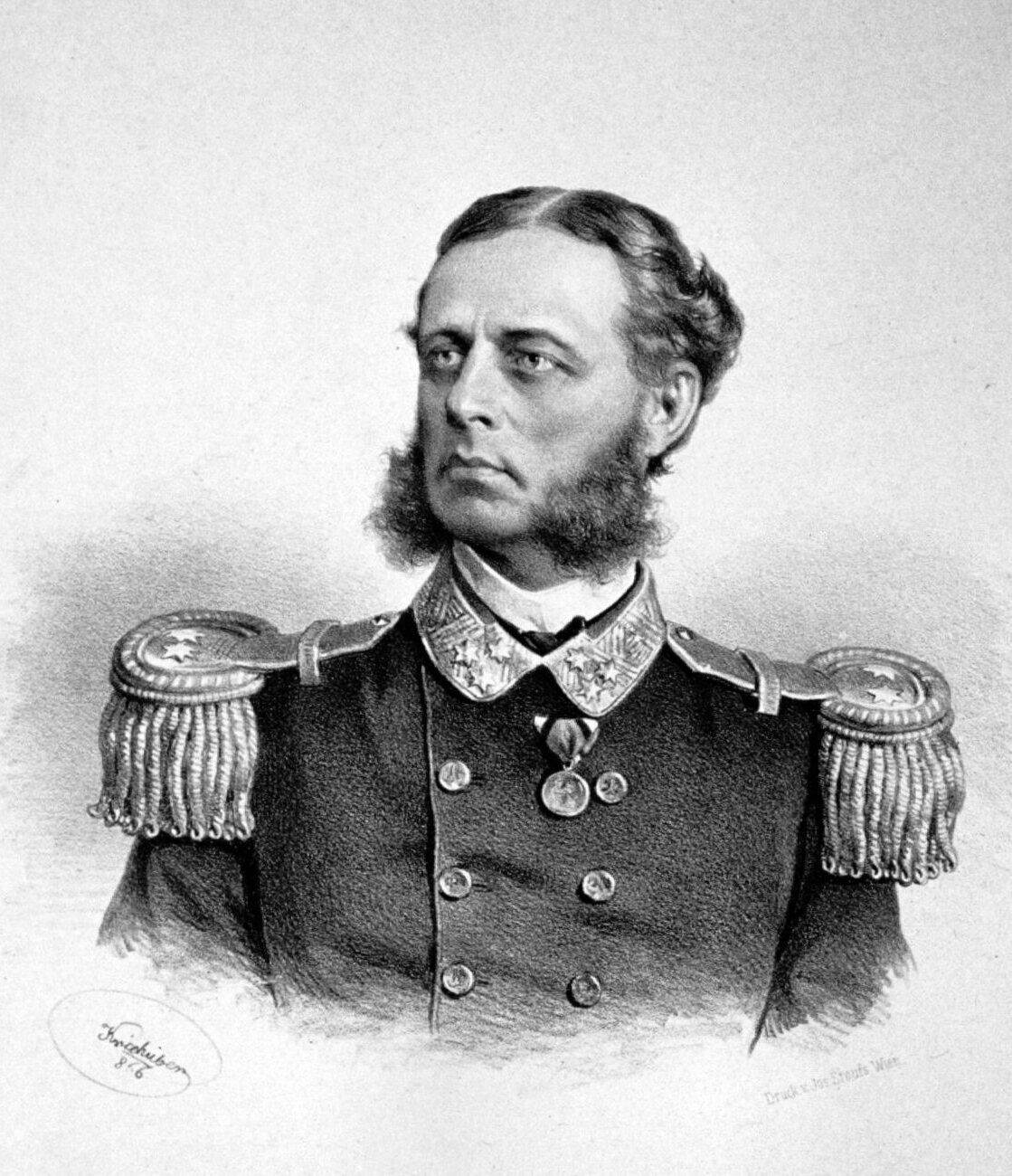
Maximilian Daublebsky von Sterneck, Lithographie von Josef Kriehuber, 1866

Maximilian Daublebsky von Eichhain

Das Geschlecht entstammt einer Patrizierfamilie aus Budweis in Südböhmen, die durch Generationen Bürgermeister der Stadt waren. Eine Abstammung von den altadeligen böhmischen Doudlebsky von Doudleb ist möglich, aber nicht bewiesen (Hinweise in: „Wappen des Böhmischen Adels“, Neustadt an der Aisch 1979, S. 221).
Die urkundlich gesicherte Stammreihe beginnt 1582 mit Georg Daublebsky, der in diesem Jahr Gemeindeältester der Stadt Budweis war. Sein 1560 geborener Sohn Caspar Daublebský (oder Doudlebský) war seit 1592 Stadtrat in Budweis (heute České Budějovice) und 1600 bis 1605 und 1613–1621 Bürgermeister der Stadt. Als Dank dafür, dass sich Budweis 1618 bis 1620 nicht am evangelischen Ständeaufstand in Böhmen (1618) beteiligte, wurde Caspar Daublebský 1620 von Kaiser Ferdinand II. mit dem Prädikat von Sterneck in den Adelsstand erhoben.
Sein Enkel Johann Georg II., ebenfalls Bürgermeister von Budweis, erhielt 1735 eine Wappenbesserung. Dessen Urenkel Jakob Ignaz Eusebius (1748–1826) schloss zunächst sein Studium als Doktor der Rechte ab und schlug danach eine Laufbahn als Beamter ein. Er war wirklicher Rat des Gubernium und 1795 bis 1817 Kammerprokurator in Mähren und Schlesien und erhielt während seiner Laufbahn zahlreiche Auszeichnungen: 1786 wurde er österreichischer Ritter, 1792 Reichsfreiherr mit dem Prädikat zu Ehrenstein sowie 1807 auch österreichischer Freiherr.
Seine Söhne Joseph (1775–1848) und Karl (1779–1857) begründeten die kärntnerische sowie die böhmische Linie der Familie. Karl wurde Hofrat am Appellationsgericht in Brünn und gilt als Urheber der mährischen und schlesischen Gerichtsorganisation der damaligen Zeit. Joseph war ab 1834 Landeshauptmann von Kärnten sowie Präsident des innerösterreichischen und küstenländischen Appellations- und Oberkriminalgerichts in Klagenfurt.
Josephs Sohn, Maximilian (1829–1897), schlug eine Laufbahn als Seeoffizier ein und nahm 1866 an der Seeschlacht von Lissa teil, wofür er mit dem Ritterkreuz des Militär-Maria-Theresien-Ordens ausgezeichnet wurde. Er beendete seine Karriere als k.u.k. Admiral und Kommandant der österreichisch-ungarischen Marine.
Nach ihm wählte der Ausmusterungsjahrgang 1998 der Theresianischen Militärakademie in Wiener Neustadt den Namen „Jahrgang Sterneck“. Sein unehelicher Sohn Maximilian Daublebsky von Eichhain (1865–1939) brachte es bis zum k.u.k. Vizeadmiral.

## Standeserhebungen

Jahrgangsabzeichen „Sterneck“ der Theresianischen Militärakademie in Wiener Neustadt

- Caspar Daublebsky, Sohn des Georg Daublebsky, Bürgermeister von Budweis, wurde in Wien am 1. Juli 1620 durch den römisch-deutschen Kaiser Ferdinand II. in seiner Eigenschaft als König von Böhmen mit dem Prädikat von Sterneck in den böhmischen Adelstand erhoben. Durch einen Schreibfehler im Adelsbrief soll sich der Familienname in die Schreibform Daublebsky gewandelt haben; die Familie nannte sich danach meist nur noch kurz „von Sterneck“.

- Johann Georg (II.) Daublebsky von Sterneck, Bürgermeister von Budweis, erhielt d.d. Wien 9. April 1735 durch den römisch-deutschen Kaiser Karl VI. eine Wappenbesserung, wonach er eine „goldene Gnadenkette, an der ein Medaillon mit dem Bildnisse Karls VI. hängt“ um den Schild legen durfte.

- Jakob Ignaz Eusebius Daublebsky von Sterneck (1748–1826), k.k. Gubernialrat und Kammer-Procurator in Mähren, wurde durch den römisch-deutschen Kaiser Joseph II. in seiner Eigenschaft als Regent der österreichischen Erblande d.d. Wien 22. Mai 1786 in den österreichischen Ritterstand sowie d.d. München 7. Juli 1792 durch Kurfürst Karl Theodor in seiner Eigenschaft als Reichsvikar in den Reichsfreiherrenstand mit dem Prädikat zu Ehrenstein sowie d.d. Wien 7. Dezember 1807 durch Kaiser Franz I. von Österreich in den österreichischen Freiherrnstand erhoben.[1][2]

## Wappen
Das reichsfreiherrliche Wappen zeigt in Silber drei sechsstrahlige blaue Sterne; den mit einer reichsfreiherrlichen Krone bedeckten Schild umgibt eine goldene Gnadenkette, an der ein Medaillon mit dem Bildnisse Karl VI. hängt. Schildhalter: zwei goldene Löwen.
Das österreichische freiherrliche Wappen ist quer getheilt; oben in Roth die goldene Gnadenkette mit dem Medaillon, welche aus den beiden oberen Winkeln des Feldes herabhängt; die andere Schildhälfte ist senkrecht getheilt, rechts in Roth ein mit den drei blauen Sternen belegter, schräglinker silberner Balken; links in Blau ein aus der Theilungslinie halb hervorbrechender silberner Adler. Den Schild bedeckt die Freiherrenkrone, auf welcher zwei gekrönte Helme sich erheben. Jeder der Helme trägt einen offenen Flug, dessen rechten blauen Flügel ein mit drei rothen Sternen nach der Länge belegter, schräglinker silberner Balken überzieht, während der linke silberne Flügel von einem mit drei silbernen Sternen der Länge nach belegten, schrägrechten rothen Balken durchzogen ist. Die Helmdecken sind rechts roth, links blau, beiderseits mit Silber unterlegt. Schildhalter: zwei goldene Löwen.

## Genealogie (Auszug)
1. Caspar (* 1560; † ?), Bürgermeister von Budweis, seit 1620 Daublebsky von Sterneck ⚭ N.N. (* ? ; † ?), und hatte aus dieser Ehe Nachkommen,[1] darunter:
  1. David (* 8. Jänner 1600; † ?) ⚭ N.N. (* ? ; † ?), und hatte aus dieser Ehe Nachkommen,[1] darunter:
    1. Johann Georg I. (* 7. Februar 1628; † ?) ⚭ N.N. (* ? ; † ?), und hatte aus dieser Ehe Nachkommen,[1] darunter:
      1. Johann Georg II. (* 6. April 1678; † ?), Bürgermeister von Budweis ⚭ Therese von Koch (* ? ; † ?), und hatte aus dieser Ehe Nachkommen,[1] darunter:
        1. Jakob Ignaz Dominik (* 1717; † ?) ⚭ Elisabeth von Braegent (* ? ; † ?), und hatte aus dieser Ehe Nachkommen, darunter 2 Söhne:[1]
          1. Franz Jakob (* ? ; † ?), Primator von Budweis ⚭ N.N. (* ? ; † ?), und hatte aus dieser Ehe Nachkommen, nämlich die ritterliche Linie der Familie Daublebsky von Sterneck[1]
          2. Jakob Ignaz Eusebius (* 18. Juli 1748; † 3. Mai 1826), 1786 Reichsritter, 1792 Reichsfreiherr von Ehrenstein, 1807 österreichischer Freiherr ⚭ Josephine Kapp von Keilberg (* ? ; † ?), und hatte aus dieser Ehe 2 Töchter und 2 Söhne,[1] darunter:
            1. Joseph (* 2. Mai 1775; † 29. April 1848), Landeshauptmann von Kärnten, Stammvater der kärntnerischen Linie der Freiherren von Sterneck ⚭ (I) 1802 Anna von Levin-Lewinsky (* ? ; † 31. Juli 1812), und hatte aus dieser Ehe 2 Söhne; ⚭ (II) 1817 Franziska Eugenie Freiin von Kaiserstein (* 25. Oktober 1790; † 12. Juni 1862),[4] und hatte aus dieser Ehe 2 Töchter und 3 Söhne,[1] darunter:
              1. Maximilian (* 14. Februar 1829; † 5. Dezember 1897), k.u.k. Admiral und Kommandant der österreichisch-ungarischen Marine. Aus einer außerehelichen Beziehung mit Amalie Pabst geb. Freiin Matz von Spiegelfeld (* ? ; † ?) hatte er einen Sohn:
                1. Maximilian Daublebsky von Eichhain (* 17. Januar 1865; † 28. August 1939), k.u.k. Vizeadmiral ⚭ Elisabeth Freiin von Minutillo, Tochter des k.u.k. Admirals Franz Freiherr von Minutillo (1840–1916)

              2. Sohn aus zweiter Ehe war Otto von Sterneck

            2. Karl (* 4. September 1779; † 1. Mai 1857), Stammvater der böhmischen Linie der Freiherren von Sterneck ⚭ Anna von Topolansky (* ? ; † ?), und hatte aus dieser Ehe Nachkommen[1]

## Weitere Familienangehörige
- Robert Daublebsky von Sterneck (1839–1910), k.u.k. Generalmajor, Geodät und Geophysiker
- Robert Daublebsky von Sterneck (1871–1928), Mathematiker
- Moritz Daublebsky-Sterneck (1912–1986), Gerechter unter den Völkern
- Klas Daublebsky (1940–2013), österreichischer Diplomat und österr. Botschafter in Prag 1999–2005
- Richard Freiherr Daublebsky von Sterneck zu Ehrenstein, auch Richard Sterneck (1853–1893), österreichischer Politiker des Abgeordnetenhauses
- Egon Zeidler-Daublebsky Freiherr von Sterneck (1870–1919), k.u.k. Generalmajor, Chef der Militärkanzlei des Kaisers